# Friedrich Wilhelm Georg Voss
Friedrich Wilhelm Georg Voss (* 14. März 1892 in Harburg; † 12. September 1966 in Hannover) war ein deutscher Fabrikant.

## Leben
Friedrich Voss, Sohn des Kaufmanns Georg Voss und der Anna, geborene Nilheus, absolvierte nach dem Besuch des Realgymnasiums in Harburg eine kaufmännische Ausbildung bei der Firma J. J. Hinrichs in Altona-Ottensen. Anschließend studierte er an der Handelshochschule Köln und der Ludwig-Maximilians-Universität München. 1912 wurde er Mitglied des Corps Hansea Köln. In der Folge wurde er Teilhaber der Firma F. A. G. Voss in Harburg und Gesellschafter der Firma Voss & Co. mbH in Hamburg. Seit der Fusion der Firma A. Voss sen. in Sarstedt mit der Germania Ofen- und Herdfabrik Winter & Co. zu der Vosswerke AG war er Vorstandsmitglied dieses Unternehmens, das eine Eisengießerei sowie eine Fabrik für Kochapparate, Öfen und Gasapparate aller Art umfasste.
Voss war Vorstandsmitglied des Arbeitgebervereins Hildesheim und Altherrenvorsitzender des Corps Hansea Köln und trug den Titel Senator. Im Ersten Weltkrieg wurde er mit dem Eisernen Kreuz II. und I. Klasse ausgezeichnet. Er war verheiratet mit Margarete Uhlendorf. Aus der Ehe gingen zwei Söhne und eine Tochter hervor.